# Ruda Czechowska
Ruda Czechowska – część miasta Puławy w Polsce położona w województwie lubelskim, w powiecie puławskim. Leży w północno-wschodniej części miasta, wśród lasu o tej samej nazwie, w pobliżu wylotowej ulicy Żyrzyńskiej.

## Historia
Ruda Czechowska to dawniej śródleśna kolonia i samodzielna miejscowość. W latach 1867–1950 należała do gminy Końskowola w powiecie nowoaleksandryjskim / puławskim, początkowo w guberni lubelskiej, a od 1919 w woj. lubelskim. Tam 14 października 1933 weszła w skład gromady o nazwie Rudy-Kolonja w gminie Końskowola, składającej się z kolonii Ruda Czechowska i kolonii Ruda Las. 17 listopada 1933 część lasu donacyjnego Ruda Czechowska (na zachód od torów kolejowych) włączono do Puław. 
Podczas II wojny światowej Rudę Czechowską włączono do Generalnego Gubernatorstwa (dystrykt lubelski, Kreis Pulawy), gdzie gromadę Rudy-Kolonja zlikwidowano. Po wojnie ponownie w województwie lubelskim, w przywróconej gromadzie Rudy Kolonia, jednej z 14 gromad gminy Końskowola w powiecie puławskm.
1 lipca 1951 Rudę Czechowską z otaczającym ją lasem wyłączono z gromady Rudy Kolonia i włączono do Puław.